# ويليام بي ساندرز
ويليام بي ساندرز (بالإنجليزية: William P. Sanders)‏ هو ضابط أمريكي، ولد في 12 أغسطس 1833 في فرانكفورت في الولايات المتحدة، وتوفي في 19 نوفمبر 1863 في Bijou Theatre (Knoxville, Tennessee) ‏ في الولايات المتحدة.